# Berenice Wicki
Berenice Wicki (24 settembre 2002) è una snowboarder svizzera, specializzata nell'halfpipe.

## Biografia
Specializzata nell'halfpipe e attiva in gare FIS dal febbraio 2016, la Wicki ha debuttato in Coppa del Mondo il 9 dicembre 2017, giungendo 26ª a Copper Mountain e ha ottenuto il suo primo podio il 10 febbraio 2023, chiudendo 3ª a Calgary, nella gara vinta dalla giapponese Mitsuki Ono.
In carriera ha preso parte a una rassegna olimpica e a una iridata.

## Palmarès

### Mondiali juniores
- 1 medaglia:
  - 1 oro (halfpipe a Laax 2017)

### Giochi olimpici giovanili invernali
- 1 medaglia:
  - 1 bronzo (slalom gigante parallelo a Losanna 2020)

### Coppa del Mondo
- Miglior piazzamento nella Coppa del Mondo generale di freestyle: 24ª nel 2022 e nel 2023
- Miglior piazzamento nella Coppa del Mondo di halfpipe: 7ª nel 2022
- 1 podio:
  - 1 terzo posto